# Blandin
Blandin ist eine französische Gemeinde mit 156 Einwohnern (Stand: 1. Januar 2022) im Département Isère in der Region Auvergne-Rhône-Alpes; sie gehört zum Arrondissement La Tour-du-Pin und zum Kanton Le Grand-Lemps. Die Einwohner werden Blandinois genannt.

## Geografie
Die Gemeinde Blandin liegt an der oberen Bourbre im Hügelland westlich des Chartreuse-Gebirges, zwölf Kilometer nordwestlich von Voiron. Umgeben wird Blandin von den Nachbargemeinden Panissage im Norden und Nordosten, Val-de-Virieu im Osten, Châbons im Süden, Montrevel im Westen sowie Doissin im Nordwesten.

## Bevölkerungsentwicklung
| Jahr                       | 1962 | 1968 | 1975 | 1982 | 1990 | 1999 | 2011 | 2021 |
| -------------------------- | ---- | ---- | ---- | ---- | ---- | ---- | ---- | ---- |
| Einwohner                  | 139  | 144  | 117  | 124  | 133  | 122  | 136  | 154  |
| Quellen: Cassini und INSEE |      |      |      |      |      |      |      |      |

## Sehenswürdigkeiten
- Kirche Saint-Jacques-le-Majeur aus dem 19. Jahrhundert
- Schloss Épinay aus dem 15. Jahrhundert
- Schloss La Molinière

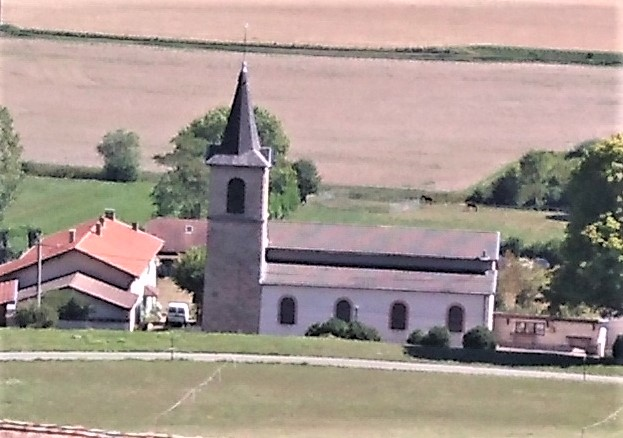
Kirche Saint-Jacques-le-Majeur
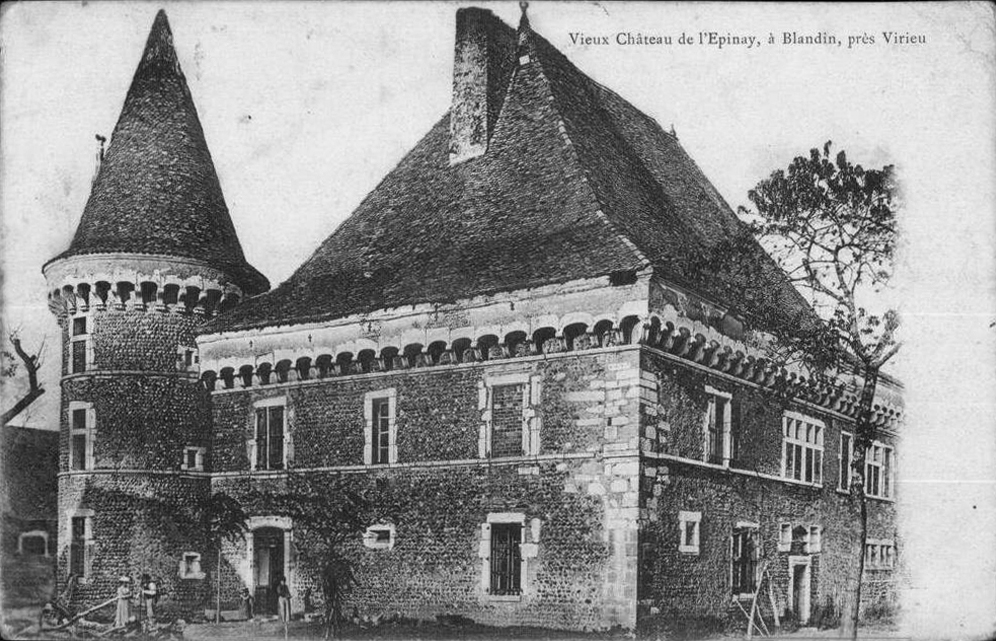
Schloss Épinay im Jahr 1905